# Hosanah de Campos Guimarães
Hosanah de Campos Guimarães (Planaltina, 31 de outubro de 1905 — Brasilia,DF, 9 de novembro de 1997) foi um médico e político brasileiro.
Foi governador de Goiás, de 1 de julho de 1950 a 30 de janeiro de 1951. Filho de Salviano Monteiro Guimarães e Olívia Campos Guimarães, Hosannah Campos Guimarães nasceu a 31 de outubro de 1905, em Planaltina.
Era casado com Alice da Silva Guimarães, com quem teve quatro filhos.

## Biografia
Cursou medicina no Rio de Janeiro, formando-se em 1929 na especialidade de clínica geral e retornando à sua terra natal, onde exerceu o ofício até os 70 anos de idade.
Paralelamente à profissão de médico, comercializou gados, foi líder dos fazendeiros na região e exerceu diversos cargos políticos, dentre os quais: Prefeito de Planaltina, Vice-Governador e Governador do Estado de Goiás.
Dr. Hosannah Campos Guimarães, médico, ex-Governador de Goiás, quando Brasília ainda não existia. Ele viveu toda sua vida em Planaltina, que depois se integrou ao Distrito Federal.
É conhecido por sua vida pública, pela retidão de caráter, pela sua forma sempre muito séria com que conduziu os cargos que exerceu. 
O Dr. Hosannah Campos Guimarães foi Secretário de Economia do Estado de Goiás, Vice-Governador e Governador do Estado de Goiás e Prefeito de Planaltina, incorporada, posteriormente, ao Distrito Federal. Ele sempre foi um defensor da mudança da Capital da República para o Planalto Central.
Recebeu o título de Cidadão Honorário de Brasília, título que recebeu em 1995.
Lúcido até os 92 anos, o Dr. Hosannah talvez fosse a testemunha ocular mais importante de todos os procedimentos que antecederam a mudança da capital para Brasília.
Defendia ideais mudancistas e, em 1948 e 1949, hospedou na sua fazenda a Comissão Poli Coelho, que foi responsável pela demarcação da área do futuro do Distrito Federal.
O médico Hosannah Campos Guimarães foi personagem importante no convencimento de proprietários em relação à desapropriação das terras para construção da nova capital e acabou cedendo parte de suas terras para o Governo Federal implantar, em Brasília a futura capital do País.